# Петер Биксел
Петер Биксел (на немски: Peter Bichsel) е швейцарски белетрист, колумнист, автор на книги за деца и радиопиеси.

## Биография
Петер Биксел израства в семейството на занаятчия, първо в Люцерн, а после в Олтен. В педагогическия семинар в Золотурн се обучава за начален учител. През 1956 г. се жени и става баща на дъщеря и син.
През 1967 г. Петер Биксел встъпва в Швейцарската социалдемократическа партия, която напуска през 1995 г. Сам той се определя като социалист. До 1968 г. (и еднократно през 1973 г.) работи като първоначален учител. Тясно приятелство го свързва с швеийцарския писател Макс Фриш до смъртта му през 1991 г.
Петер Биксел живее в село Белах край Золотурн.

## Творчество
След малки публикации във вестници – предимно поезия – през 1960 г. излиза като самиздат първият му опит в прозата. През зимата на 1963/64 г. взима участие в курс по творческо писане в Берлин, воден от Валтер Хьолерер.
През 1964 г. става бързо известен със своите „Кратки истории“ от сборника „Всъщност госпожа Блум искаше да се запознае с млекаря“ (Eigentlich möchte Frau Blum den Milchmann kennenlernen). С въодушевление е приет в свободното писателско сдружение „Група 47“, което през 1965 г. му присъжда литературната си награда.
Петер Биксел е член на Академията на изкуствата в Берлин и член-кореспондент на Немската академия за език и литература в Дармщат.

### Проза
- Versuche über Gino, 1960
- Eigentlich möchte Frau Blum den Milchmann kennenlernen (21 Kurzgeschichten) 1964
- Das Gästehaus, Gemeinschaftsroman, mit Walter Höllerer und Anderen, 1965
- Die Jahreszeiten (Roman), 1967
- Kindergeschichten (7 Kurzgeschichten), 1969
- Des Schweizers Schweiz (Aufsätze), 1969
- Stockwerke, (Prosa), 1974
- Geschichten zur falschen Zeit. Kolumnen 1975 – 1978, 1979
- Der Leser. Das Erzählen, 1982
- Schulmeistereien (Reden und Aufsätze), 1985
- Der Busant. Von Trinkern, Polizisten und der schönen Magelone, 1985
- Irgendwo anderswo. Kolumnen 1980 – 1985, 1986
- Möchten Sie Mozart gewesen sein? Meditation zu Mozarts Credo-Messe KV 257 / Predigt für die andern. Eine Rede für Fernsehprediger, 1990
- Im Gegenteil. Kolumnen 1986 – 1990, 1990
- Zur Stadt Paris (Geschichten), 1993
- Cuny-Geschichten, 1994
- Gegen unseren Briefträger konnte man nichts machen. Kolumnen 1990 – 1994, 1995
- Ein Tisch ist ein Tisch, 1995
- Die Totaldemokraten. Aufsätze über die Schweiz, 1998
- Cherubin Hammer und Cherubin Hammer (Erzählung), 1999
- Am Ende der Revolution – Staaten ohne Citoyens, 1999
- Alles von mir gelernt. Kolumnen 1995 – 1999, 2000
- Eisenbahnfahren, 2002
- Doktor Schleyers isabellenfarbige Winterschule. Kolumnen 2000 – 2002, 2003
- Das süße Gift der Buchstaben. Reden zur Literatur, 2004
- Wo wir wohnen (Geschichten), 2004
- Von der Erfindung der heiligen Schriften (Rede anlässlich der Verleihung der Ehrendoktorwürde), 2004
- Kolumnen, Kolumnen, 2005
- Geschichten, 2005
- Dezembergeschichten, 2007
- Heute kommt Johnson nicht. Kolumnen 2005 – 2008, 2008.
- Über Gott und die Welt. Texte zur Religion, 2009
- Das ist schnell gesagt. Sätze aus dem Werk, 2011
- Im Hafen von Bern im Frühling. Kolumnen 2008 – 2011, 2012
- Über das Wetter reden. Kolumnen 2012 – 2015, 2015

### Радиопиеси
- 1971: Inhaltsangabe der Langeweile
- 1983 – 1997: Beiträge für die Sendung Zytlupe
- 2015: Eigentlich möchte Frau Blum den Milchmann kennen lernen

## Награди и отличия
- 1964: Награда на Швейцарска Фондация „Шилер“ за отделна творба
- 1965: Награда на Група 47
- 1965: Förderungspreis des Поощрителна награда Лесинг на град Хамбург
- 1966: Förderungspreis der Stadt Olten
- 1970: Deutscher Jugendbuchpreis für die Kindergeschichten
- 1978: Literaturpreis des Kantons Bern
- 1981/82: Stadtschreiber von Bergen
- 1986: Награда Йохан Петер Хебел на провинция Бьден-Вюртемберг
- 1987: Награда на Швейцарска Фондация „Шилер“ за цялостно творчество
- 1996: Mainzer Stadtschreiber
- 1999: Награда Готфрид Келер
- 2000: Каселска литературна награда за гротесков хумор
- 2000: Европейска награда за есеистика Шарл Вейон
- 2004: Ehrendoktortitel der Theologischen Fakultät der Universität Basel
- 2005: Werkbeitrag der Stiftung Pro Helvetia
- 2011: Литературна награда на Золотурн
- 2012: Голяма Шилерова награда
- 2014: prix libref[2]